# Leeds International Classic 1994
La Leeds International Classic 1994 fou la 6a edició de la Leeds International Classic, antigament anomenada Wincanton Classic. La cursa es disputà el 14 d'agost de 1994; el vencedor final va ser l'italià Gianluca Bortolami, que s'imposà en la meta de Leeds.
Va ser la setena cursa de la Copa del Món de ciclisme de 1994.

## Classificació final
|    | Ciclista            | Equip                 | Temps     |
| -- | ------------------- | --------------------- | --------- |
| 1  | Gianluca Bortolami  | Mapei-Clas            | 6h 3' 29" |
| 2  | Viatxeslav Iekímov  | WordPerfect           | m. t.     |
| 3  | Bo Hamburger        | TVM                   | + 11"     |
| 4  | Frankie Andreu      | Motorola              | m. t.     |
| 5  | Laurent Dufaux      | ONCE                  | m. t.     |
| 6  | Massimo Ghirotto    | ZG Mobili             | m. t.     |
| 7  | Maximilian Sciandri | GB-MG Boys Maglificio | m. t.     |
| 8  | Gianni Faresin      | Lampre-Panaria        | m. t.     |
| 9  | Stephen Swart       | Motorola              | m. t.     |
| 10 | Flavio Vanzella     | GB-MG Boys Maglificio | + 15"     |